# Лёгкая атлетика на летних Олимпийских играх 1908 — бег на 110 метров с барьерами
Соревнования по бегу на 110 метров с барьерами среди мужчин на летних Олимпийских играх 1908 прошли с 23 до 25 июля. Приняли участие 25 спортсменов из 10 стран.

## Призёры
| Золото              | Серебро          | Бронза        |
| Форрест Смитсон США | Джон Гэррелс США | Артур Шоу США |

## Рекорды
| Мировой рекорд     | Официального рекорда не было до 25 июля 1908 года | —      |                |              |  |
| Олимпийский рекорд | Элвин Крэнцлайн (USA)                             | 15,4 с | Париж, Франция | 14 июля 1900 |  |

## Соревнование

### Предварительные забеги
| Место | Спортсмен            | Результат  |
| ----- | -------------------- | ---------- |
| 1     | Альфред Хэли (GBR)   | 15,8 с     |
| 2     | Генри Мюррей (ANZ)   | неизвестен |
| 3     | Дуглас Стаперт (RSA) | неизвестен |

| Место | Спортсмен            | Результат  |
| ----- | -------------------- | ---------- |
| 1     | Джон Гэррелс (USA)   | 16,2 с     |
| 2     | Артур Халлигэн (GBR) | неизвестен |

| Место | Спортсмен                 | Результат  |
| ----- | ------------------------- | ---------- |
| 1     | Освальд Гроунингс (GBR)   | 16,4 с     |
| 2     | Георгиус Скутаридес (GRE) | неизвестен |

| Место | Спортсмен         | Результат |
| ----- | ----------------- | --------- |
| 1     | Лоренс Кили (GBR) | —         |

| Место | Спортсмен           | Результат  |
| ----- | ------------------- | ---------- |
| 1     | Уильям Ранд (USA)   | 15,8 с     |
| 2     | Кеннет Пауэлл (GBR) | неизвестен |
| 3     | Фрэнк Саваж (CAN)   | неизвестен |

| Место | Спортсмен           | Результат |
| ----- | ------------------- | --------- |
| 1     | Дэвид Уолтерс (GBR) | 17,8 с    |
| —     | Оскар Лемминг (SWE) | DNF       |

| Место | Спортсмен            | Результат |
| ----- | -------------------- | --------- |
| 1     | Уильям Найветт (GBR) | —         |

| Место | Спортсмен              | Результат |
| ----- | ---------------------- | --------- |
| 1     | Фернанд Хальбарт (BEL) | —         |

| Место | Спортсмен          | Результат |
| ----- | ------------------ | --------- |
| 1     | Тимоти Ахерн (GBR) | —         |

| Место | Спортсмен             | Результат  |
| ----- | --------------------- | ---------- |
| 1     | Форрест Смитсон (USA) | 15,8 с     |
| 2     | Нандор Ковач (HUN)    | неизвестен |

| Место | Спортсмен               | Результат |
| ----- | ----------------------- | --------- |
| 1     | Эрик Хасси (GBR)        | 16,8 с    |
| —     | Вильгельм Блюстад (NOR) | DNF       |

| Место | Спортсмен              | Результат  |
| ----- | ---------------------- | ---------- |
| 1     | Сесил Кинэхен (GBR)    | 16,8 с     |
| 2     | Оскар Гуттормсен (NOR) | неизвестен |

| Место | Спортсмен          | Результат  |
| ----- | ------------------ | ---------- |
| 1     | Леонард Хау (USA)  | 15,8 с     |
| 2     | Эдвард Лидер (GBR) | неизвестен |

| Место | Спортсмен       | Результат |
| ----- | --------------- | --------- |
| 1     | Артур Шоу (USA) | —         |

### Полуфинал
| Место | Спортсмен              | Результат  |
| ----- | ---------------------- | ---------- |
| 1     | Артур Шоу (USA)        | 15,6 с     |
| 2     | Эрик Хасси (GBR)       | неизвестен |
| 3     | Дэвид Уолтерс (GBR)    | неизвестен |
| 4     | Освальд Гоунингс (GBR) | неизвестен |

| Место | Спортсмен             | Результат  |
| ----- | --------------------- | ---------- |
| 1     | Форрест Смитсон (USA) | 15,4 с =OR |
| 2     | Уильям Найветт (GBR)  | неизвестен |
| 3     | Леонард Хау (USA)     | неизвестен |

| Место | Спортсмен          | Результат  |
| ----- | ------------------ | ---------- |
| 1     | Уильям Ранд (USA)  | 15,8 с     |
| 2     | Альфред Хэли (GBR) | неизвестен |
| 3     | Лоренс Кили (GBR)  | неизвестен |
| 4     | Тимоти Ахерн (GBR) | неизвестен |

| Место | Спортсмен              | Результат  |
| ----- | ---------------------- | ---------- |
| 1     | Джон Гэррелс (USA)     | 15,8 с     |
| 2     | Сесил Кинэхен (GBR)    | неизвестен |
| —     | Фернанд Хальбарт (BEL) | DNF        |

### Финал
| Место | Спортсмен             | Результат  |
| ----- | --------------------- | ---------- |
| 1     | Форрест Смитсон (USA) | 15,0 с WR  |
| 2     | Джон Гэррелс (USA)    | неизвестен |
| 3     | Артур Шоу (USA)       | неизвестен |
| 4     | Уильям Ранд (USA)     | неизвестен |